# Sălcuța, Dolj
Sălcuța là một xã thuộc hạt Dolj, România. Dân số thời điểm năm 2002 là 2539 người.